# 青海大学医学院
青海大学医学院（英語：Qinghai University Medical College）是青海大学的二级教学单位，前身是青海医学院，2004年11月和青海大学合并后改称青海大学医学院。2021年5月至2024年6月，曾使用青海大学医学部称谓。

## 历史沿革
1958年9月，青海医学院成立；1960年并入青海大学，1961年拆分为青海医学院。1962年和青海农牧学院合并为青海民族学院，1964年改制为青海大学，1969年再度拆分为青海医学院。
1987年，青海藏医学院成立；1995年并入青海医学院。
2004年11月，青海医学院并入青海大学，成为青海大学医学院。
2016年，青海大学藏医学院（原青海藏医学院）脱离青海大学医学院管理，成为青海大学二级教学单位，与青海大学医学院并列。
2021年5月，中共青海省委机构编制委员会下发通知，成立青海大学医学部；2024年6月，恢复使用青海大学医学院称谓。

## 院系专业
医学院设置五个二级教学单位，共12个本专科专业。
- 临床医学院
- 中医系
- 公共卫生系
- 药学系
- 基础医学部

## 附属医院

### 直属附属医院
- 青海大学附属医院（青海大学临床医学院）

### 非直属附属医院
- 青海省人民医院（青海大学附属人民医院）[2]
- 青海省第五人民医院（青海大学附属第五医院）
- 青海省中医院（青海大学附属中医医院）[3]